# Айзък Дженингс
Д-р Айзък Дженингс (на английски: Isaac Jennings) е американски лекар.

## Биография
Роден е на 17 ноември 1788 година във Феърфийлд, Кънектикът, САЩ. Завършва медицина в Йейлският университет. Практикува ортодоксална медицина в продължение на няколко години. След като се разочарова окончателно от „хапчетата, пластирите, прахчетата и отварите“ на медицината, практикувана от ходещите по домовете лекари, през 1822 г. започва да препоръчва радикални идеи за начина на хранене. Той постига забележителни успехи в лечението на болните хора и славата му се разнася надалеч.
Д-р Дженингс напуска Кънектикът през 1893 г. и отива в Оберлин, Охайо, за да се включи в създаването на общност, посветена на начин на живот, отговарящ на хигиенните принципи. Една от най-големите трагедии в живота на Дженингс е, че това не се случва.
Умира на 13 март 1874 година в Оберлин на 86-годишна възраст.